# Cultura de Mauricio
La cultura de Mauricio reúne la mezcla de varios orígenes a través de la historia del país, sintetizadas por la base nativa.
Mauricio es un país multicultural, pero algunos han observado que todavía no es una nación donde la gente internalice[cita requerida] la tierra de sus antepasados, manteniéndose por lo general en el ámbito de la realidad cotidiana.
Aunque el país tiene, en esencia, su propio lenguaje, el mauriciano o Criollo mauriciano, una próspera literatura en tal lenguaje, su propia música y danza (la sega), una cocina especial, una tierra donde la mezcla racial es rica y vibrante, sus gobernantes intentan todavía buscar las raíces ideológicas que permitan el mejor progreso de este ambiente cultural.
La cerveza de Mauricio, (especialmente Phoenix, desde 1963) es una importante parte de la cultura social del país.

## Feriados de Mauricio
El número y diversidad de los días festivos, da una idea de la rica herencia de la población insular, y su característica multicultural.

Feriados en fechas fijas:
- Año nuevo – 1 y 2 de Enero
- Abolición de la esclavitud – 1 de Febrero
- Día de la Independencia – 12 de Marzo
- Día del trabajo - 1 de Mayo
- Asunción de la Santa Virgen María – 15 de Agosto
- Llegada de los trabajadores contratados – 2 de Noviembre
- Navidad – 25 de Diciembre

Feriados con fechas variables:

Las fiestas listadas abajo no son celebradas el mismo días todos los años. En consecuencia, se indica solamente el mes

- Festival de la primavera China (Entre enero y febrero)
- Thaipoosam Cavadee (febrero)
- Maha Shivratree (Entre febrero y marzo)
- Ougadi (marzo)
- Ganesh Chathurthi (Entre agosto y septiembre)
- Divali (Entre octubre y noviembre)
- Eid-Ul-Fitr (Entre octubre y noviembre. La fecha exacta de esta fiesta está sujeta a confirmación, y depende de la visibilidad de la luna)

## Literatura de Mauricio
Mientras que todos en Mauricio hablan Kreol Morisyen (Creole de Mauricio), la mayoría de la literatura está escrita en francés, aunque muchos escritores lo hacen en inglés, Bhojpuri o Morisyen. El renombrado dramaturgo Dev Virahsawmy escribe únicamente en Morisyen. 
Entre los autores importantes, se cuenta a Malcolm de Chazal, Ananda Devi y Edouard Maunick.